# Diaphorus repandus
Diaphorus repandus är en tvåvingeart som beskrevs av Van Duzee 1915. Diaphorus repandus ingår i släktet Diaphorus och familjen styltflugor.
Artens utbredningsområde är Kalifornien. Inga underarter finns listade i Catalogue of Life.